# Strażnica KOP „Parczyńszczyzna”
Strażnica KOP „Parczyńszczyzna” – zasadnicza jednostka organizacyjna Korpusu Ochrony Pogranicza pełniąca służbę ochronną na granicy polsko-sowieckiej.

## Formowanie i zmiany organizacyjne
W 1924, w składzie 3 Brygady Ochrony Pogranicza, został sformowany 5 batalion graniczny. W 1928 w skład batalionu wchodziło 13 strażnic, w tym 5 strażnica KOP „Parczyńszczyzna”. Strażnica w latach 1928–1939 znajdowała się w strukturze 3 kompanii KOP „Prozoroki”  batalionu KOP „Podświle”. Strażnica liczyła około 18 żołnierzy i rozmieszczona była przy linii granicznej z zadaniem bezpośredniej ochrony granicy państwowej.
W 1932 obsada strażnicy zakwaterowana była w budynku KOP. Strażnicę z macierzystą kompanią łączył trakt długości 9,1.

## Budynek strażnicy
Budynek strażnicy wybudowany został przez przedsiębiorstwo „S−ka Inżynierów Kijowskich” i przekazany w użytkowanie KOP 16 maja 1925. Strażnica posiadała fundamenty i cokoły murowane na zaprawie cementowej z kamienia polnego z ofugowaniem cokołu i ułożeniem warstwy izolacyjnej z papy smołowej. Ściany zewnętrzne i wewnętrzne wykonane były z bali sosnowych i jodłowych grubości 16 cm, a ścianki działowe grubości 10 cm. Dach pokryty był blachą ocynkowaną. Wieża strażnicy przymocowana do dachu klamrami i śrubami posiadała schody wejściowe. Strażnica posiadała 6 pieców postawionych na pancerzach blaszanych. Kuchnia posiadała dwa kotły z paleniskami. W strażnicy znajdowały się dwa sedesy ze ściankami i skrzyniami, w stajni zaś żłób, drabina i ściek.

## Służba graniczna
Podstawową jednostką taktyczną Korpusu Ochrony Pogranicza przeznaczoną do pełnienia służby ochronnej był batalion graniczny. Odcinek batalionu dzielił się na pododcinki kompanii, a te z kolei na pododcinki strażnic, które były „zasadniczymi jednostkami pełniącymi służbę ochronną”, w sile półplutonu. Służba ochronna pełniona była systemem zmiennym, polegającym na stałym patrolowaniu strefy nadgranicznej, wystawianiu posterunków alarmowych, obserwacyjnych i kontrolnych stałych, patrolowaniu i organizowaniu zasadzek w miejscach rozpoznanych jako niebezpieczne, kontrolowaniu dokumentów i zatrzymywaniu osób podejrzanych, a także utrzymywaniu ścisłej łączności między oddziałami i władzami administracyjnymi. Strażnice KOP stanowiły pierwszy rzut ugrupowania kordonowego Korpusu Ochrony Pogranicza.
Strażnica KOP „Parczyńszczyzna” w 1932 ochraniała pododcinek granicy państwowej szerokości 4 kilometrów 978 metrów od słupa granicznego nr 149 do 161, a w 1938 pododcinek szerokości 7 kilometrów 500 metrów od słupa granicznego nr 150 do 166.
Sąsiednie strażnice:
- strażnica KOP „Siergiejczyki” ⇔ strażnica KOP „Łozy” – 1928[4], 1929[5], 1931[6] , 1932[7], 1934[8]
- strażnica KOP „Siergiejczyki” ⇔ strażnica KOP „Zahacie” – 1938[3]

## Walki w 1939
17 września 1939 odcinek 2 kompanii kpt. Antoniego Przybylskiego został zaatakowany przez jednostki 5 Dywizji Strzeleckiej płk. Kuźmy Galickiego i pododdziały 22 Wietrińskiej  komendantury pogranicznej NKWD. Sowieci zniszczyli wszystkie strażnice i zlikwidowali większą część ich załóg. Z załogi strażnicy „Parczewszczyzna” ocalał tylko jeden żołnierz.